# Ricdag
Den Namen Ricdag trugen verschiedene Mitglieder einer Adelsfamilie aus dem Stammesherzogtum Sachsen, die daher auch als Ricdagsippe bezeichnet wird. 

## Geschichte
Die Familie war eng verwandt mit den Immedingern, den Harzgaugrafen, den Liudolfingern und Esikonen. Auch mit den Haolden bestand möglicherweise eine Verwandtschaft. Besitz hatte die Familie ursprünglich insbesondere im Marstemgau in der Gegend des Höhenzugs Deister, aber auch im Lochtropgau im heutigen Sauerland. 
Ein Richard starb 804 als von Karl dem Großen Verbannter. Dieser war der Vater des Grafen Ricdag. Ein Bruder Richards mit Namen Richholf wurde 798 ermordet. Ricdag zählte zu den Anhängern Ludwigs des Frommen während dessen Auseinandersetzungen mit seinen Söhnen. Für seine Treue erhielt er Besitz am Hellweg in Westfalen zugesprochen. Darunter war 833 auch die Schenkung von Geseke. Er stiftete zusammen mit seiner Frau Emhild um 847 den Frauenkonvent Lamspringe in der Diözese Hildesheim. Dazu reisten die Stifter nach Rom. Dort erhielten sie von Papst Sergius II. Reliquien des Heiligen Hadrian. Die Tochter Ricburg wurde erste Äbtissin des Stifts.
Wohl eine Generation später lebte ein weiterer Ricdag oder Reddag. Dieser zählt zu den Vorfahren der Grafen von Werl. Er stiftete um 870 zusammen mit seiner Frau oder Tochter, die wie ihre Vorfahrin Emhildis hieß, das Stift Meschede. Er wird auch im Zusammenhang mit der Haholden gegründeten Frauenstift Geseke genannt. Er übergab damals eine Manse in Erwitte an das Kloster Corvey.  
Mit der Familie entfernt verbunden war auch der Markgraf Ricdag von Meißen.
Der Familie zugerechnet werden auch die Hildesheimer Bischöfe Osdag und Gerdag. Durch seine Mutter Richeit war auch Bischof Altfried von Münster möglicherweise mit dem Geschlecht verbunden.